# Octoknema affinis
Octoknema affinis är en tvåhjärtbladig växtart som beskrevs av Jean Baptiste Louis Pierre. Octoknema affinis ingår i släktet Octoknema och familjen Octoknemaceae. Inga underarter finns listade i Catalogue of Life.